# Bambie Thug
Bambie Thug (bürgerlich Bambie Ray Robinson; * 6. März 1993 in Macroom, County Cork) ist eine irische musizierende Person, die mit Musik aus den Genres Hyperpop, Trap und Gothic Metal bekannt wurde. Die eigene Musikrichtung bezeichnet Bambie Thug als Ouija-Pop.
Im Jahr 2024 vertrat Bambie Thug Irland beim Eurovision Song Contest in Malmö und erreichte den 6. Platz.

## Leben
Robinson wurde am 6. März 1993 im irischen Macroom als Kind eines schwedischen Vaters und einer irischen Mutter geboren und wuchs mit drei Schwestern auf. Robinson besuchte die St Mary’s Secondary School und gewann als Teil des dortigen Schulchores den Schulchor-Wettbewerb Irlands.
2013 schloss Robinson das Studium am Coláiste Stiofáin Naofa in Cork in Tanz ab und zog daraufhin zum Studium an der Urdang Academy mit einem Stipendium im Bereich Ballett nach London. Nachdem sich Robinson jedoch in dieser Zeit den Arm brach, wechselte der Fokus zum Musical. Robinson identifiziert sich als nichtbinär.

## Musikkarriere
Nach dem Abschluss an der Urdang Academy brachte sich Robinson nach eigenen Angaben selbst das Schreiben von Pop-Songs bei und arbeitete daraufhin mit einer Agentur für Talentförderung zusammen, bevor Robinson die Zusammenarbeit beendete.

### Als Bambie Thug
Am 5. März 2021 veröffentlichte Robinson, fortan unter dem Künstlernamen Bambie Thug, die Debütsingle Birthday. Der Song thematisiert Drogenkonsum und ist von einem Musikvideo begleitet, das aufgrund pornografischer Inhalte mit einem X-Rating versehen wurde. In einem Gespräch mit der Website von Gay Times äußerte sich Bambie Thug später kurz dazu.

“I don’t perform ‘Birthday’ anymore it’s a song about taking drugs, which I wrote when I was taking too many drugs and I thought I was so cool. I don’t want to parade that for people.”

„Ich spiele ‚Birthday‘ nicht mehr, es ist ein Lied über Drogenkonsum, das ich geschrieben habe, als ich zu viele Drogen genommen hatte und dachte, ich wäre so cool. Das möchte ich den Menschen nicht vorleben.“

Bambie Thugs erste EP, Psilocyber, die neben dem Song Psilocybin auch Birthday und den neuen Song Ritual enthält, erschien am 14. Mai 2021. Eine weitere EP mit dem Titel High Romancy erschien am 27. Oktober 2021.
Am 13. Oktober 2023 veröffentlichte Bambie Thug die mit sieben Titeln versehene EP Cathexis, welche neben der bereits veröffentlichten Single Careless auch erstmals den Song Doomsday Blue enthielt, mit dem sich Bambie Thug für das Eurosong 2024 Late Late Show Special, den irischen Vorentscheid für den Eurovision Song Contest 2024, bewarb. Am 11. Januar 2024 wurde Bambie Thug schließlich als Interpret für den Vorentscheid verkündet. Beim Vorentscheid am 26. Januar 2024 trat Bambie Thug an Startposition zwei an. Die nationale Jury und die Zuschauer bewerteten die Performance jeweils mit der Höchstpunktzahl von zwölf Punkten. Mit zusätzlichen acht Punkten von der internationalen Jury setzte sich Bambie Thug schließlich durch und durfte somit Irland beim ESC vertreten. Am 7. Mai hatte Bambie Thug sich im Halbfinale für das Finale qualifiziert. Im Finale erreichte der Song Platz 6 und erzielte damit das beste Ergebnis für Irland beim ESC seit 2000. Zu Beginn des Finales trug Bambie Thug die Flagge des Landes nicht wie üblich als Cape, sondern als Kleid am Körper. Bambie Thug hatte als Protest gegen die Politik Israels ursprünglich Forderungen nach Waffenstillstand im Krieg in Israel und Gaza aufgemalt auf dem eigenen Körper tragen wollen, dies auf Druck der Veranstalter jedoch verworfen.

## Diskografie

### EPs
- 2021: Psilocyber
- 2021: High Romancy
- 2023: Careless
- 2023: Cathexis

### Singles
- 2021: Birthday
- 2021: P.M.P
- 2022: Kawasaki (I Love It)
- 2022: Headbang
- 2022: Tsunami (11:11)
- 2022: Merry Christmas Baby
- 2023: Egregore
- 2023: Careless
- 2023: Last Summer (I Know What You Did) (mit Jinka)
- 2023: Doomsday Blue
- 2024: Hex So Heavy
- 2024: Fangtasy

### Als Featuring
- 2024: Bad Witch (Alina Pash feat. Bambie Thug)